# Janvier 1774
Cette page présente les faits marquants du mois de janvier 1774.

## Événements
- Début du règne de Asfa Wossen (en), roi du Choa, en Éthiopie (fin en juillet 1807, ou 1775-1808)[1].

- 21 janvier : mort du Sultan ottoman Mustafa III, auquel succède son frère Abdülhamid Ier (fin du règne en 1789)[2].

## Naissances

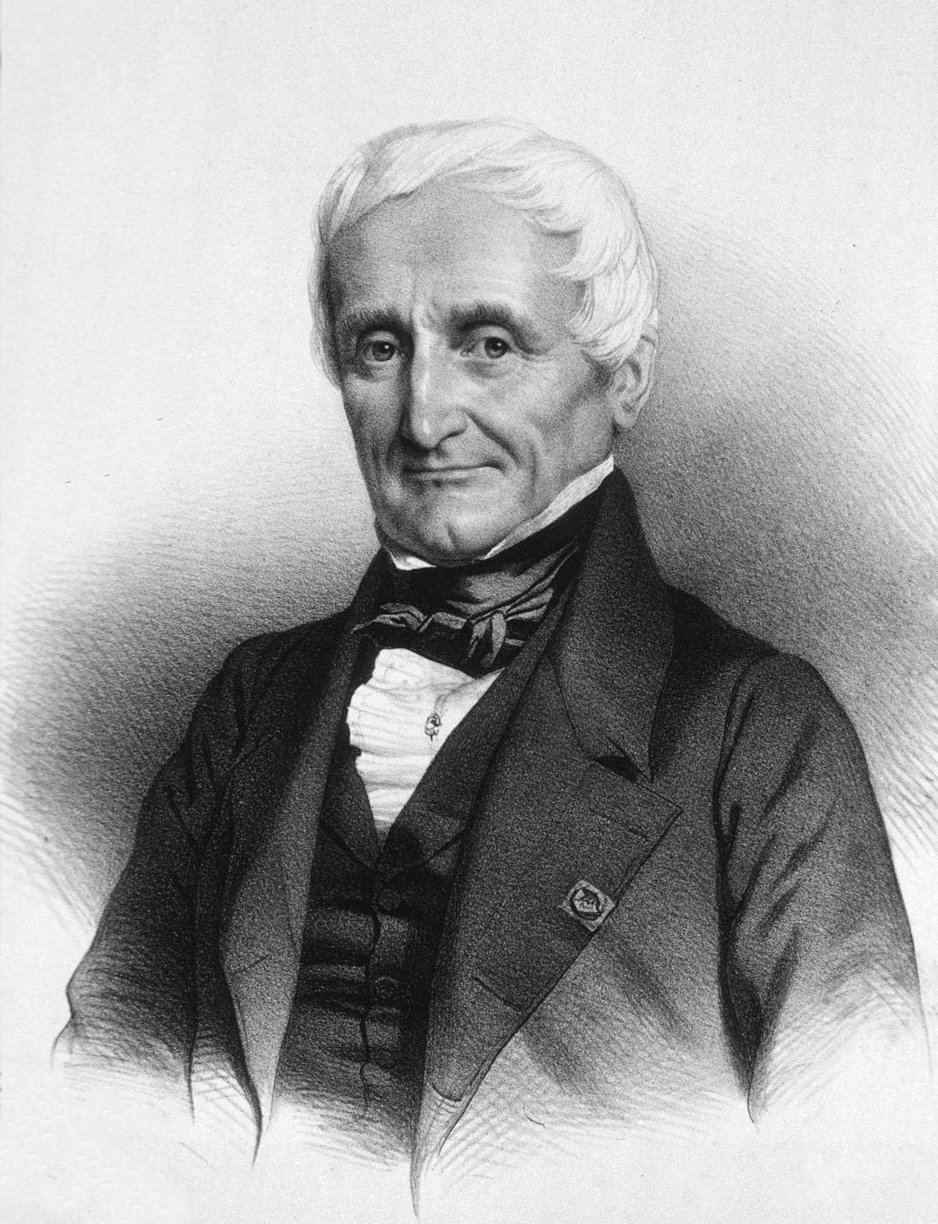
André Marie Constant Duméril

- 1er janvier : André Marie Constant Duméril (mort en 1860), zoologiste français.
- 11 janvier : Antoine Drouot, général d'Empire († 1847).
- 18 janvier : James Millingen (mort en 1845 en science), historien, numismate et archéologue anglais.

## Décès
- 21 janvier : Mustafa III, Sultan ottoman.